# Marta Egervari
Marta Egervari (Budapest, Hungría, 4 de agosto de 1956) es una gimnasta artística húngara especialista en la prueba de barras asimétricas, con la que consiguió ser medallista de bronce olímpica en 1976.

## 1974
En el Mundial celebrado en Varna (Bulgaria) gana el bronce en el concurso por equipos, tras la Unión Soviética (oro) y Alemania del Este (plata), siendo sus compañeras de equipo: Krisztina Medveczky, Mónika Császár, Zsuzsa Nagy, Zsuzsa Matulai y Ágnes Bánfai.

## 1976
En los JJ. OO. celebrados en Montreal (Canadá) consiguió el bronce en asimétricas, tras las rumanas Nadia Comaneci y Teodora Ungureanu.